# بالو تابالا
فوتبالیست ژان-یوس تابالا (فرانسوی: Ballou Jean-Yves Tabla‎؛ زادهٔ ۳۱ مارس ۱۹۹۹) بازیکن فوتبال اهل کانادا است. وی پدیده جدید فوتبال است که در تیم بارسلونا حضور دارد که به صورت قرضی در تیم مونترال ایمپکت است.